# ATV

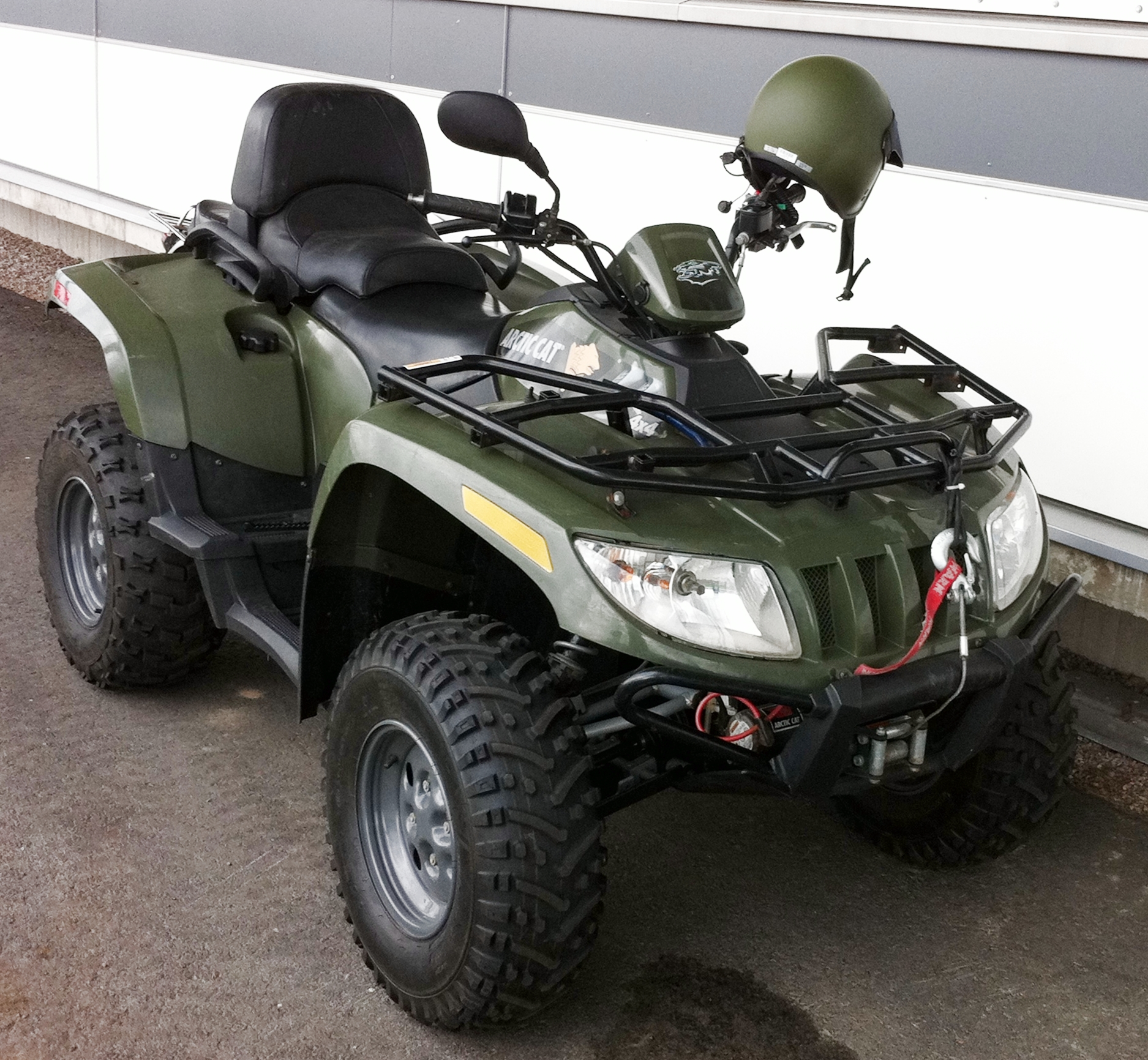
Un ATV

Un ATV (all-terrain vehicle) este un vehicul de teren (offroad) pe patru roti. 
Primul ATV din lume a fost construit de către Honda și avea trei roți. Suzuki a introdus primul ATV pe patru roți.
Ulterior, din motive de siguranță s-a semnat un acord fără precedent între toți marii producători și statul american pentru a produce doar vehicule cu patru roți și să asigure traininguri gratuite pentru posesori.
Astăzi sunt utilizate pentru recreație, agricultură, vânătoare, turism etc.
ATV-urile se împart în 3 categorii: 
- ATV-uri utilitare
- ATV-uri sportive
- quaduri

Ultimele două categorii sunt în special utilizate pentru competiții. ATV-urile au tracțiune integrală iar quadurile tracțiune 2x4.

## Quad
Unii folosesc termentul „quad” ca sinonim perfect pentru ATV. Alții consideră quadurile ATV-uri sportive cu tracțiune 2x4.
Diferența principală dintre ATV-uri și quaduri este că primele se descurcă mult mai bine în natură, pe când quadurile mult mai bine pe pistă.
Următorul ATV ridica baremul în ceea ce privește prețul la vânzări atv din toată lumea. Cel mai scump ATV costă 260.000 $, are o cutie de viteze împrumutată de la un BMW Z3 și arată ca un Ferarri. Poartă numele Lazareth Wazuma și este desigur o invenție de garaj.